# سويمر

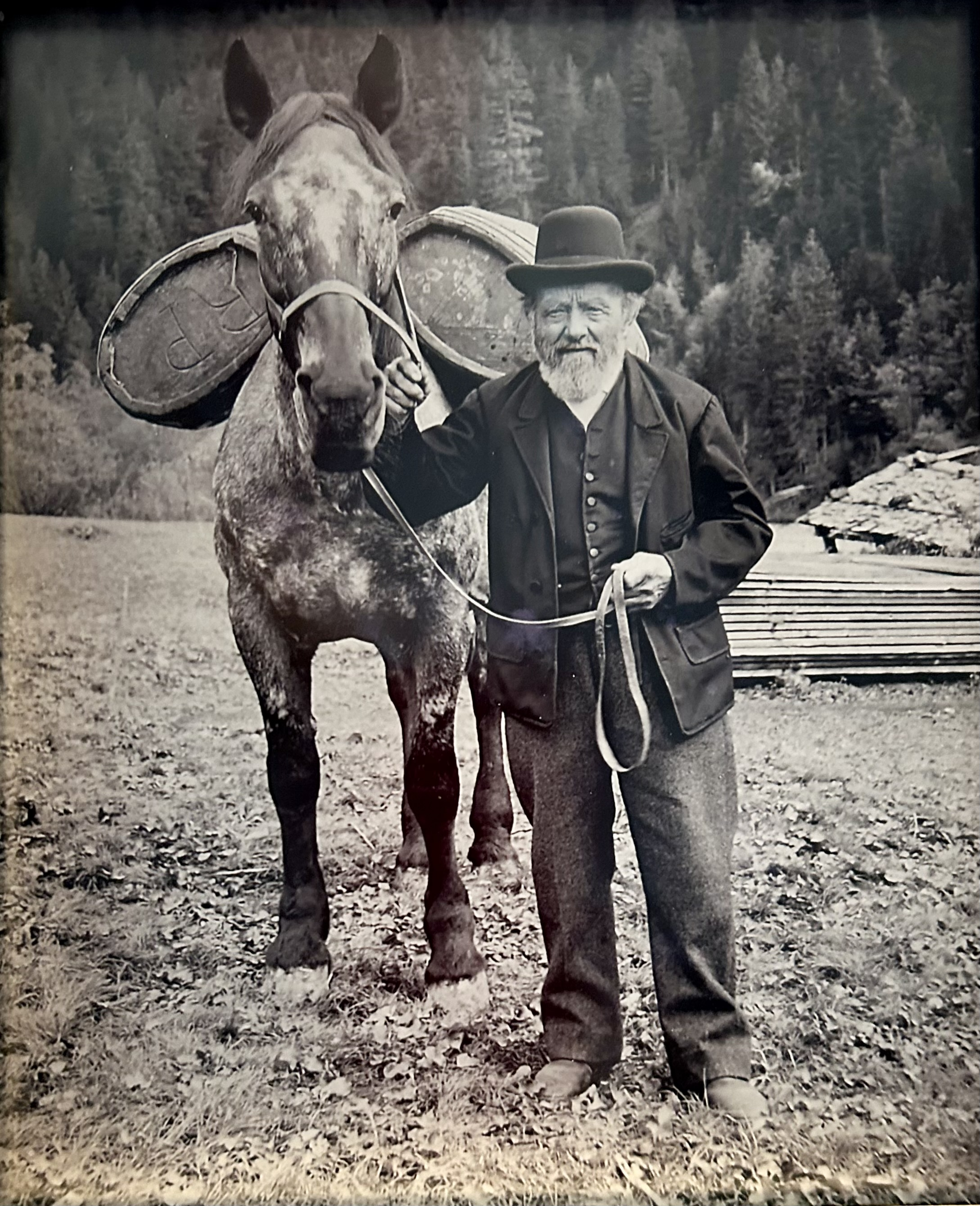
سويميراي ينقل أحمال في ممر غلاس، عام 1880م.

سويمر (بالألمانيّة: Säumer، والتسمية الأقل شيوعا هي ساومر Saumer، وفي النمسا تلفظ سامر Samer)، هم أناس كانو في 
القديم ينقلون الأحمال على ظهور الحيوانات (الحنطور) عبر الجبال؛ وقد قامو على مدى 
قرون من الزمن بنقل الملح والنبيذ عبر الممرات في جبال الألب. يشير مصطلح «سويمر» في الغالب إلى كل فرد منهم أن يمتلك حصانًا، بغالًا في هذه المهنة التاريخية، كما أن حيوانات التحميل لقبت أيضا بهذا الاسم. إن كلمة ساوم غير المستخدمة في يومنا هذا تعني «الحِمل» (Load). 
لقد سميت تجارة السويمر بــ«سويميراي» Säumerei، وعمل السويمر بالتجارة على حسابهم 
الخاص بالنيابة عن التجار الأجانب والزبائن. كما أنهم كانو منظمين ضمن جمعيات تعاونية، وقد نتج عن هذا التنظيم اتباع قوانين محددة في نقل البضائع؛ فعلى سبيل المثال لم يسمح بتأجير حيوانات السويمر في إقليم أوني (Uni Kanton) في سويسرا، وفي تشور أيضا (Chur) كان تنظم الضريبة المدفوعة بحيث كانت تنص على كافة التفاصيل وذلك حرصا على عدم تعرض المسافرين لمحاولات الابتزاز من قبل سويمر آخرون. ولعل أهم السلع التي كان يتم نقلها هي الملح من الشمال إلى الجنوب (وكمثال على ذلك، من 
مناجم الملح مثل رايتشنهال الواقع على حافة جبال الألب نحو الجنوب) والنبيذ من الجنوب نحو الشمال. بالإضافة لذلك تمت المتاجرة بسلع أخرى مثل الحرير والمخمل والرز والحبوب والزخارف والصوف والجبن والزيت. لقد كانت تجارة الزويم الناتجة مصدرا هاما للدخل في وديان جبال الألب المتضررة. 
وبوصفها شواهد معمارية على هذا النشاط التجاري، ومازال هنالك حتى يومنا هذا العديد من الجبال والتي كانت بمثابة محطات سويم يتم فيها تبديل حيوانات التحميل إضافة 
إلى أهميتها كنزل (مأوى) في حال الطقس السيء، فضلًا عن بعض المعالم الأثرية (الموضحة بالصور المرفقة).